# Crotalaria fenarolii
Crotalaria fenarolii är en ärtväxtart som beskrevs av Antonio Rocha da Torre. Crotalaria fenarolii ingår i släktet sunnhampor, och familjen ärtväxter. Inga underarter finns listade i Catalogue of Life.